# Jota (taniec)

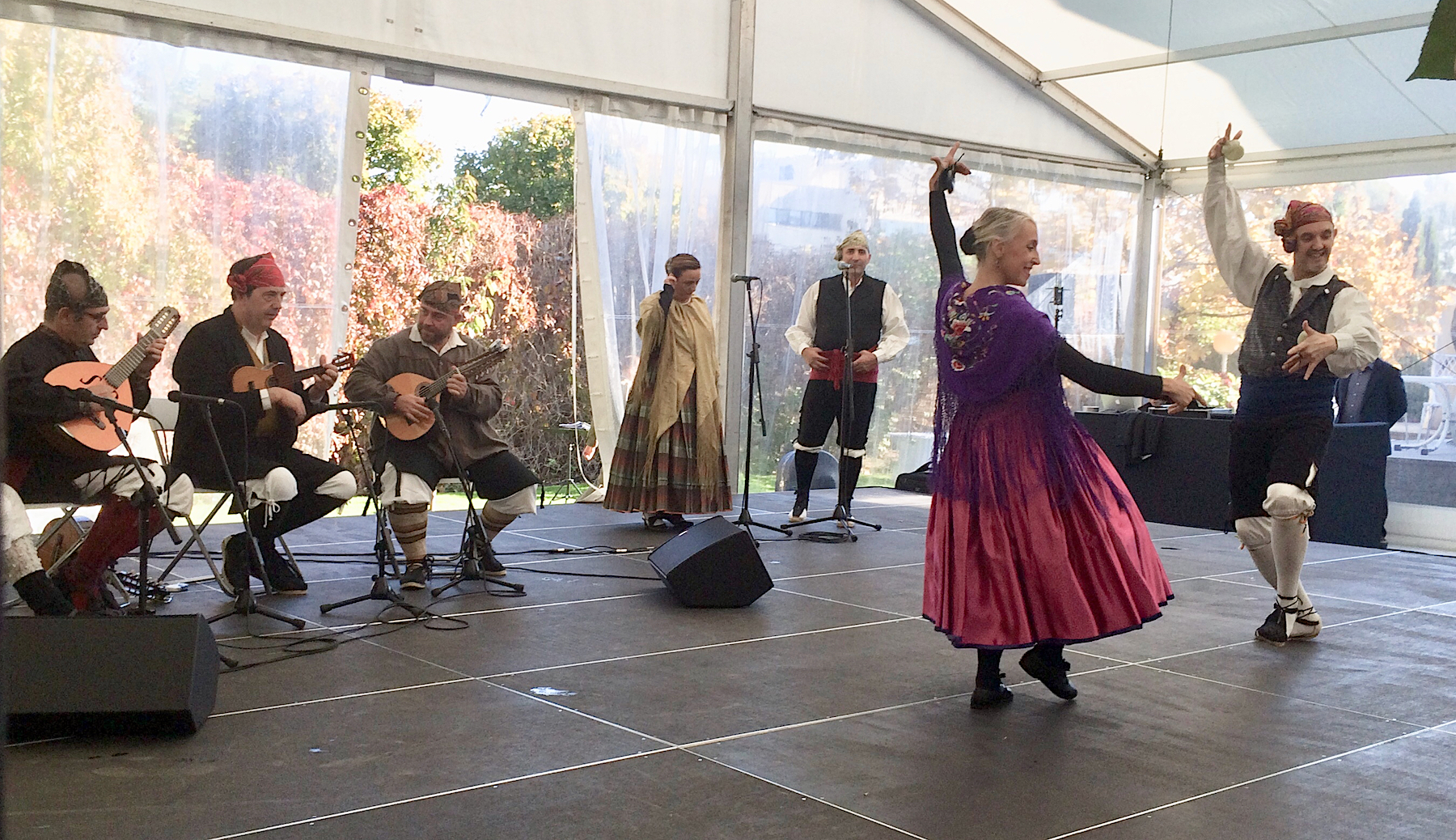
Para tańcząca jotę aragońską

Jota – hiszpański taniec ludowy, w metrum 3/4, tańczony z kastanietami. Istnieje wiele innych piosenek/tańców zwanych "Jotas" (Jota Castellana, Jota Valenciana, Jota Manchega ...), ale najbardziej znana z nich jest wersja aragońska.